# Soma (videogioco)
Soma è un videogioco di tipo survival horror a tema fantascientifico sviluppato da Frictional Games, pubblicato il 22 settembre 2015 per PC, macOS, Linux e PlayStation 4 e il 1º dicembre 2017 per Xbox One. Il gioco è ambientato a Pathos-II, un centro di ricerca sottomarino dove le macchine iniziano ad assumere caratteristiche umane.

## Trama
Nel 2015 Simon Jarrett subisce un incidente stradale cui sopravvive riportando gravi danni cerebrali ed emorragie craniche. Simon accetta l'offerta di un dottorando di nome David Munshi di sottoporsi a una scansione cerebrale sperimentale, ma inaspettatamente al termine della scansione si risveglia nel 2104 a Pathos-II, un fatiscente centro di ricerca sottomarino il cui scopo era lanciare satelliti e sonde nello spazio senza l'ausilio di missili dispendiosi. Esplorando il sito Upsilon, Simon entra in contatto radio con Catherine Chun, una dei dipendenti del centro a essere gli unici sopravvissuti all'impatto di una cometa che circa un anno prima ha provocato un'estinzione di massa impedendo la vita in superficie. Da allora, mentre la maggior parte dei dipendenti non ha retto agli effetti negativi dell'isolamento, robot e macchine hanno cominciato a sviluppare facoltà umane.
Raggiunta Catherine al sito Lambda, Simon scopre di stare parlando non con la sua persona in carne ed ossa, bensì con la sua coscienza immessa in un'unità di memorizzazione. Di contro però, la coscienza di Simon stesso è frutto della scansione del Simon originale del 2015, caricata per ragioni ignote nel cadavere modificato di un'altra dipendente di Pathos-II da un'intelligenza artificiale denominata unità custode (WAU). WAU ha preso il controllo del centro e ha trasformato tutti gli esseri umani sopravvissuti in mostri bio-meccanici per adempiere in qualche modo al suo compito di preservare l'umanità. L'unica alternativa ideata da Catherine per far sì che qualcosa della storia umana riesca a fuggire dalla Terra è ARK, un computer che riproduce un mondo simulato in cui sono state salvate le scansioni di tutto il personale di Pathos-II. Pur completo, ARK non è mai stato lanciato nello spazio, missione che Catherine affida a Simon.
Siccome ARK è custodito nel sito Tau in fondo all'Oceano Atlantico, Simon si dirige al sito Theta per recuperare il sottomarino DUNBAT capace di reggere alla pressione dell'Abisso. Sfortunatamente, il sottomarino è già stato manomesso da WAU, motivo per cui Simon è costretto a spostarsi al sito Omicron per costruirsi un nuovo corpo in grado di viaggiare sul fondo marino. A Omicron, durante la ricerca di alcune componenti essenziali, Simon sente la voce del fu esperto di intelligenze artificiali Johan Ross che lo implora di distruggere WAU. Dopo aver completato il corpo, Catherine copia la coscienza di Simon in esso, rimettendo a lui la decisione se uccidere il Simon nel vecchio corpo o lasciarlo al suo destino.
Disceso nell'Abisso, Simon recupera ARK dal sito Tau e lo spedisce al sito Phi, dove si trova il cannone spaziale Omega. Lungo il tragitto per Phi, Simon è tuttavia costretto a prendere una deviazione per il sito Alpha, sede del nucleo di WAU. Qui, la voce di Ross svela a Simon che il gel strutturale con cui ha creato il suo nuovo corpo a Omicron venne da lui progettato per avvelenare e distruggere WAU, ma che i suoi colleghi si rifiutarono di adoperarlo in tempo. Ross dà quindi la possibilità a Simon di eliminare una volta per tutte WAU, progettando in segreto di ucciderlo a breve sia che lo faccia o meno. Prima che ciò accada, Ross viene divorato da un'enorme creatura acquatica, da cui Simon fugge rifugiandosi a Phi.
A Phi, Simon lancia ARK nello spazio mentre Catherine trasferisce all'ultimo momento le loro scansioni in esso. Confuso sul perché i due siano rimasti sulla Terra nonostante ciò, Catherine gli spiega che solo le loro copie si trovano su ARK adesso, litigando con lui sulla natura della loro missione finché la corrente elettrica non viene meno per via del lancio: Simon rimane da solo, al buio, senza più obiettivi nelle profondità degli abissi. Dopo i titoli di coda, la scena si sposta all'interno di ARK, dove il Simon copiato, ignaro del destino del vecchio Simon lasciato su Pathos-II, si riunisce con Catherine in un paesaggio idilliaco. Nel frattempo il satellite contenente ARK va alla deriva nello spazio, lasciandosi alle spalle il pianeta Terra devastato.

## Modalità di gioco
Soma è un videogioco in prima persona basato principalmente su elementi horror psicologici. Durante il gameplay, possono essere trovati numerosi indizi, tra cui note, registrazioni vocali e ricordi che costruiscono l'atmosfera e portano avanti la trama. Così come i precedenti titoli della Frictional Games, non vi è un sistema di combattimento, bensì spetta al giocatore risolvere puzzle, esplorare le aree e superare i nemici in maniera furtiva.
La novità di SOMA rispetto ai precedenti titoli di Frictional è che, iniziando una nuova partita, è possibile selezionare la modalità di gioco: Normale o Sicura. La differenza è che in modalità Sicura i nemici possono attaccare il giocatore ma non ucciderlo, permettendogli di esplorare l'ambiente e risolvere enigmi con più libertà e tranquillità.